# Срібні Озера
«Срібні озера» («Серебряные озера») — радянський художній фільм 1980 року, знятий режисером Борисом Бунєєвим на Кіностудії ім. М. Горького.

## Сюжет
Симпатяга-хлопець Сергій Ковальов вирішив, що інженер — не його професія, і поїхав до родичів у провінційне містечко Срібні Озера. Там він познайомився із сім'єю молодого художника та несподівано озлобився — і вирішив помститися новому другу. Своєрідна дуель на мотоциклах для Ігоря закінчилася трагічно.

## У ролях
- Андрій Ростоцький — Сергій Ковальов
- Ольга Ведерникова — Таня Васильєва
- Римма Коростелєва — Галя Васильєва
- Андрій Троїцький — Ігор
- Геннадій Скоморохов — Льоша
- Ігор Головін — Слава
- Олег Фомін — Вітя
- Євген Бакалов — Сашко
- Михайло Глузький — Іван Сергійович Ковальов
- Всеволод Сафонов — Микола Миколайович Воропаєв
- Станіслав Чекан — Григорій Петрович, залізничник
- Ігор Косухін — дядько Мишко
- Вадим Захарченко — батько Тані
- Інна Виходцева — мати Тані
- Н. Шевцова — Рита
- Євдокія Алексєєва — старенька
- Борис Григор'єв — Микола Сергійович, батько Слави
- Вероніка Ізотова — Олена
- Галина Комарова — Надя
- Ігор Класс — слідчий
- Олександра Харитонова — тітка Ліза
- Алевтина Рум'янцева — мати Слави

## Знімальна група
- Режисер — Борис Бунєєв
- Сценарист — Євген Григор'єв
- Оператор — Олександр Антипенко
- Композитор — Євген Геворгян
- Художник — Ольга Бєднова